# Xysticus baltistanus
Xysticus baltistanus är en spindelart som först beskrevs av Lodovico di Caporiacco 1935.  Xysticus baltistanus ingår i släktet Xysticus och familjen krabbspindlar. Inga underarter finns listade i Catalogue of Life.